# Zaurbek Sidakov
Zaurbek Kazbekóvich Sidakov (en ruso: Заурбек Казбекович Сидаков; Beslán, 14 de marzo de 1996) es un deportista ruso de origen osetio que compite en lucha libre.
Participó en los Juegos Olímpicos de Tokio 2020, obteniendo una medalla de oro en la categoría de 74 kg. En los Juegos Europeos de Minsk 2019 obtuvo una medalla de oro en la misma categoría.
Ganó dos medallas de oro en el Campeonato Mundial de Lucha, en los años 2018 y 2019, y una medalla de plata en el Campeonato Europeo de Lucha de 2025.

## Palmarés internacional
| Juegos Olímpicos   | Juegos Olímpicos        | Juegos Olímpicos | Juegos Olímpicos |
| Año                | Lugar                   | Medalla          | Categoría        |
| ------------------ | ----------------------- | ---------------- | ---------------- |
| 2020               | Tokio (Japón)           | Medalla de oro   | 74 kg            |
| Campeonato Mundial |                         |                  |                  |
| Año                | Lugar                   | Medalla          | Categoría        |
| 2018               | Budapest (Hungría)      | Medalla de oro   | 74 kg            |
| 2019               | Nursultán (Kazajistán)  | Medalla de oro   | 74 kg            |
| Juegos Europeos    |                         |                  |                  |
| Año                | Lugar                   | Medalla          | Categoría        |
| 2019               | Minsk (Bielorrusia)     | Medalla de oro   | 74 kg            |
| Campeonato Europeo |                         |                  |                  |
| Año                | Lugar                   | Medalla          | Categoría        |
| 2025               | Bratislava (Eslovaquia) | Medalla de plata | 74 kg            |